# Direction générale des Impôts (Cameroun)
Pour les articles homonymes, voir Direction générale des Impôts (homonymie).
La Direction Générale des Impôts du Cameroun (DGI) est le service public chargé d'émettre et recouvrer les impôts directs et indirects des contribuables au profit du trésor public camerounais. Crée en 2005, la DGI est un organe opérationnel du Ministère des Finances du Cameroun.

## Historique
La DGI est créée par le décret N° 2005/119 du 15 Avril 2005 portant Organisation                    du Ministère de l’Économie et des Finances. Elle remplace la Direction des Impôts.

## Missions
Les missions de la DGI sont définies par le décret no 2013/066 du 28 février 2013. La Direction Générale des Impôts est chargée de:
- L’élaboration des textes législatifs et réglementaires en matière d'impôts, de la curatelle, de redevances et taxes diverses, en liaison avec les administrations compétentes
- L’identification, la localisation et l'immatriculation des contribuables
- L’organisation, la gestion du système d'informations et de l'exploitation fiscale des informations foncières
- La curatelle, le contrôle des successions et des biens vacants
- La gestion des biens confisqués et ceux saisis des comptables publics
- La lutte et de la répression en matière de fraude fiscale
- L’instruction des recours gracieux et contentieux des contribuables portant sur les impositions émises
- Des émissions et du recouvrement en matière d'impôts, de la curatelle, de redevances et taxes diverses et la centralisation des données statistiques sur ceux-ci
- Des contrôles et vérifications en matière d'impôts, de la curatelle, de redevances et taxes diverses
- Du suivi de l'application des conventions et accords en matière fiscale en liaison avec la direction des affaires juridiques.